# Динамо (Запоріжжя)
Футбольний клуб «Динамо» (Запоріжжя) або просто «Динамо»  — український пляжний футбольний клуб з міста Запоріжжя.

## Історія
Футбольний клуб «Динамо» заснований у Запоріжжі та представляв Добровільне спортивне товариство «Динамо». У 2002 році завоював бронзові медалі Вищої ліги чемпіонату України з пляжного футболу.

## Досягнення
- Вища ліга чемпіонату України
  -  Бронзовий призер (1): 2002